# Le Vernet (Alpes-de-Haute-Provence)
Le Vernet település Franciaországban, Alpes-de-Haute-Provence megyében. Lakosainak száma 124 fő (2022. január 1.). Le Vernet Beaujeu, Prads-Haute-Bléone, Méolans-Revel, Seyne és Verdaches községekkel határos.

## Népesség
A település népessége az elmúlt években az alábbi módon változott:
| Lakosok száma | 180  | 63   | 110  | 131  | 127  | 130  | 129  | 126  | 125  | 124  |
|               | 1968 | 1982 | 1990 | 2006 | 2013 | 2015 | 2017 | 2019 | 2020 | 2022 |